# Gong (naczynie)
Gong – naczynie rytualne do podawania wina wykonane z brązu, używane w starożytnych Chinach w okresie dynastii Shang i Zhou.
Swoim kształtem naczynia gong przypominały nieco sosjerki, z wyraźnie zaznaczonym dzióbkiem do nalewania wina i usytuowaną naprzeciw niego rączką; u góry znajdowała się pokrywka. Charakterystyczną cechą gongów było modelowanie ich tak, aby swoim kształtem przypominały zwierzęta.